# Alena Nowik
Alena Alaksandrauna Nowik (biał. Алена Аляксандраўна Новік, ros. Елена Александровна Новик, Jelena Aleksandrowna Nowik; ur. 10 kwietnia 1962 w Olechnowiczach w rejonie zdzięcielskim) – białoruska nauczycielka i polityk, w latach 2008–2012 deputowana do Izby Reprezentantów Zgromadzenia Narodowego Republiki Białorusi IV kadencji.

## Życiorys
Urodziła się 10 kwietnia 1962 we wsi Olechnowicze, w rejonie zdzięcielskim obwodu grodzieńskiego Białoruskiej SRR, ZSRR. Ukończyła studia na Wydziale Historii Białoruskiego Uniwersytetu Państwowego, uzyskując wykształcenie historyczki, wykładowczyni historii i wiedzy o społeczeństwie. Pracowała w Szczepickiej Państwowej Ogólnokształcącej Szkole Średniej, kolejno jako wychowawczyni klasy przygotowawczej, nauczycielka klas początkowych, historii, zastępczyni dyrektora ds. pracy wychowawczej, dyrektor. Wchodziła w skład Rady Dyrektorów Instytucji Oświaty Obwodu Mińskiego. Była deputowaną do Kleckiej Rejonowej Rady Deputowanych.
27 października 2008 roku została deputowaną do Izby Reprezentantów Zgromadzenia Narodowego Republiki Białorusi IV kadencji z Nieświeskiego Okręgu Wyborczego Nr 72. Pełniła w niej funkcję członkini Stałej Komisji ds. Edukacji, Kultury, Nauki i Postępu Naukowo-Technicznego. Od 13 listopada 2008 roku była członkinią Narodowej Grupy Republiki Białorusi w Unii Międzyparlamentarnej.

## Odznaczenia
- Gramota Pochwalna Ministerstwa Edukacji Republiki Białorusi;
- Gramota Pochwalna Mińskiego Obwodowego Komitetu Wykonawczego;
- Gramota Pochwalna Zarządu Edukacji Mińskiego Obwodowego Komitetu Wykonawczego[1].

## Życie prywatne
Alena Nowik jest mężatką, ma dwie córki.